# Лесь Подерв'янський
Ле́сь Подерв'я́нський (повне ім'я Олекса́ндр Сергі́йович Подерв'я́нський; нар. 3 листопада 1952, Київ) — український художник, представник Нової хвилі, письменник та драматург, передовсім відомий як автор сатиричних п'єс. Член Спілки художників України з 1980 року.
Почав писати перші п'єси наприкінці 1970-х років. Написав понад 50 п'єс. Бере участь у виставках з 1976 року. Картини зберігаються в Національному художньому музеї та багатьох приватних колекціях України, Росії, Німеччини, США, Швеції.

## Біографія
Олександр Подерв'янський народився 3 листопада 1952 року в Києві. Мати — Людмила Міляєва, мистецтвознавиця, збирачка старожитностей. Батько — Сергій Подерв'янський, художник, викладач у Київському художньому інституті. Дід, Семен Міляєв, також був художником.
1968 року закінчив Республіканську художню школу в Києві.
1976 року закінчив Київський художній інститут (спеціальність: станковий і монументальний живопис, графіка, театральний живопис).
1977 — служив в армії. Там почав писати історії з вигаданими героями й істотами в листах до товаришів. За спогадами Подерв'янського, про його твори знали працівники КДБ і вважали їх смішними. Після армії цікавився карате, якого навчався від товариша-студента.
З 1980 року — Член Спілки художників України. Його картини виставлялися в Росії, Узбекистані, пізніше в Канаді та США.
Літературні твори Подерв'янського з кінця 1980-х поширювалися підпільно. В 2006 році видані в чотирьох томах.
Проживає на Бессарабці (раніше на Липках).
Лесь не любить соціальні мережі, його акаунт у Facebook ведеться кількома його знайомими [виправити стиль].

## Мистецька творчість

### Вибрані[ким?]виставки (персональні та групові)
- 2000 «Art Expo-2000». Нью-Йорк
- 1999 Посольство України в Канаді. Оттава, Канада
- 1999 «Lazarro Signature Gallery». Стотон, Вісконсин, США
- 1998 Галерея «Доміно». Гетеборг, Швеція
- 1997 Велика виставка Університету штату Вісконсин. Платвіл, Вісконсин, США
- 1995 Національний музей російського мистецтва, Київ, Україна
- 1995 Виставка сучасного мистецтва. Міська художня галерея, Київ, Україна
- 1995 Mercury Globe Ukraine. Мистецький центр «Славутич», Київ, Україна
- 1994 Київський мистецький ярмарок. Український дім, Київ, Україна
- 1993 «Україна — Америка '93». Палац спорту, Київ, Україна
- 1993 «Галерея чотирьох». Художній музей, Севастополь, Україна
- 1992 Галерея «Веста». Національний музей російського мистецтва, Київ, Україна
- 1991 «Єдність». Державний музей українського образотворчого мистецтва, Київ, Україна
- 1991 Галерея «Glasnost». Нюрнберг, ФРН
- 1990 «Сучасне українське мистецтво». Культурний центр Марсвінскгольму, Істад, Швеція
- 1990 Галерея «Raissa». Культурний центр Ерфурту, НДР
- 1989 «Метаморфози». Державний музей історії УРСР, Київ, Україна
- 1985 «Образотворче мистецтво України». Манеж, Москва, Росія
- 1983 Всесоюзна художня виставка. Центральний будинок художника, Москва, Росія
- 1981 Всесоюзна молодіжна художня виставка. Центральний виставковий зал, Ташкент, Узбекистан
- 1980 Всесоюзна молодіжна художня виставка. Манеж, Москва, Росія

### Cценографічні роботи та нагороди за них
- 1993 Леся Українка. «Оргія» (Театр на Липках, Київ)
- 1993 «Київська пектораль» — нагорода за сценографію вистави «Оргія» (Київ)
- 1994 «Постріл в осінньому саду» (за А.Чеховим, Експериментальний театр, режисер В.Більченко, Київ)
- 1995 «Kintakt-95» — нагорода Міжнародного театрального фестивалю за сценографію вистави «Постріл в осінньому саду» (Торунь, Польща)
- 1995 «Київська пектораль» — нагорода за найкращу виставу року, «Постріл в осінньому саду» (Київ)

### Картини зберігаються у таких колекціях
- Національний художній музей України; Київ, Україна
- Київська національна картинна галерея; Київ, Україна
- Український фонд культури; Київ, Україна
- Міністерство культури і туризму України; Київ, Україна
- Національна спілка художників України; Київ, Україна
- Mercury Globe Ukraine; Київ, Україна
- Художній музей; Воронеж, Росія
- Міністерство культури Російської Федерації; Москва, Росія
- Спілка художників Росії; Москва, Росія
- Галерея «Glasnost»; Нюрнберг, ФРН
- Галерея «Raissa»; Ерфурт, ФРН
- Університет штату Вісконсин; Платвіл, США
- Галерея «Доміно»; Гетеборг, Швеція
- Приватні колекції в Україні, Росії, Німеччині, Швеції, Великій Британії, Ізраїлі та США («Воїн, смерть і диявол» придбав Вуді Аллен у 2000 році в Нью-Йорку).

## Літературна творчість

### Характерні риси
Твори Подерв'янського написані суржиком із широким використанням лайливої лексики. Серед провідних тем — проблеми радянського та пострадянського суспільства: втрата індивідуальності (бажання «жити, як усі»), прагнення до хибних авторитетів, несамостійність (покладання вирішення негараздів на різноманітних суворих «вождів»), нехтування теперішнім задля примарного майбутнього, безальтернативність у радянському способі життя. Персонажі творів Подерв'янського вживають перекручені радянські цитати та мовні кліше, замінюють ненормативною лексикою слова Пушкіна, Лермонтова, Островського. У п'єсах автор іронізує над російськими філософськими доктринами вищості, богообранства Росії та СРСР. Подерв'янський свідомо використовує словесний кіч для знущально-цинічної насмішки з радянської свідомості, інтелектуального убозтва, що приховується під демонстративно вдаваною маскою серйозності. Його творча манера полягає у поєднанні постмодернізму, удаваного цинізму та карнавальної культури.
Персонажі Подерв'янського — це часто особи, чиї особисті якості суперечать їхнім словам або очікуваним ролям. Про піднесені на перший погляд речі говорять злодії, вбивці, дегенерати. Їхні дії ниці, а бажання вульгарні, що контрастує з виголошенням позитивних гасел, розмовами про краще майбутнє, вихвалянням сьогодення. Також персонажами бувають персонажі радянської літератури, кіно, фольклору, що постають у гротескному, приземленому образі. Часто їм даються короткі й несподівані характеристики (наприклад, Незнайко — «супермен-вікінг»).
Автор описує радянські реалії («Цікаві досліди», «Утопія», «Дохуя масла»), життя богеми («Піздєц», «Місце встрєчі ізменіть ніззя, блядь!», «Сноби», «Нірвана…»), міжнаціональні конфлікти («Кацапи», «Гамлєт, або Феномен датського кацапізму»…), абсурдність життя («Рух життя або Динамо», «Іржик») та ін.

### Популярність
Спочатку твори Подерв'янського були відомі лише вузькому колу його друзів, яким він їх іноді читав. Наприкінці 1980-х аудіозаписи цих творів стали підпільно поширюватися на касетах. Конвертовані у формат MP3, вони розповсюдилися через інтернет. Пізніше п'єси почали видавати у вигляді книжок. Шанувальники Подерв'янського дали йому прізвисько «Митець».
У 2010 році кандидатура Леся Подерв'янського перемогла в опитуванні, хто з відомих українських діячів буде озвучувати назви станцій київського метро. Подерв'янський попри це відмовився від озвучування.
З 2011 року п'єси Подерв'янського почали активно ставити на сцені. Серед них епічна трагедія «Павлік Морозов» і вистава «Сни Васіліси Єгоровни», яка складається з 7-и п'єс.

### Театральні постановки
16 квітня 2011 року епічна трагедія «Павлік Морозов», написана 1993 року, була поставлена на сцені київського кінотеатру «Кінопанорама». Режисер-постановник — Андрій Крітенко (Штутгарт, Німеччина).
З 16 по 20 квітня 2012 у київському «Кристал-холі» відбулися прем'єрні покази вистави «Сни Васіліси Єгоровни». Вистава складається з семи п'єс Подерв'янського: «Васіліса Єгоровна і мужичкі», «П'ять хвилин на роздуми», «Мєсто встрєчі ізмєніть ніззя, б…», «Діана», «Нірвана, або Альзо шпрех Заратустра», «Остановісь, мгновєніє, ти прекрасно» та «Король Літр». Режисер-постановник — Андрій Крітенко.

### П'єси
- Блєск і ніщета підарасів
- Бур'ян
- Васіліса Єгоровна та мужичкі
- Восточна мозаїка
- Гамлєт, або Феномен датського кацапізму
- Герой нашого часу
- Данко
- День колгоспника
- Діана
- Дохтори
- Дохуя масла
- Жан Маре та його друзі
- Йоги
- Йоко і самураї
- Іржик
- Казка про Рєпку, або Хулі не ясно?
- Кам'яний довбойоб
- Кацапи
- Кривенька качечка. Телесценарій
- Король Літр
- Мєсто встрєчі ізмєніть ніззя, блядь!
- Множення в умі, або Плинність часу
- Нірвана, або Альзо Шпрех Заратустра
- Остановісь, мгновєньє, ти прєкрасно!
- П'ять хвилин на роздуми
- Павлік Морозов. Епічна трагедія[14]
- Пацавата історія
- Піздєц
- Рух життя, або Динамо
- Свобода
- Сказ
- Сноби
- Тріасовий період, або Пригоди хтивих павіанів Борі і Жори
- Утопія
- Хвороба Івасика
- Хуйня
- Цікаві досліди

### Оповідання та статті
- Блуждающие звёзды
- Буратино
- Знамёна самураев (17.11.2005)
- Жопы филинов как техника получения свободы
- Вулкан, Венера, Вакх
- Медведь, мать-старушка и кленовый лист
- «Подя, заходь, бо проп'ю гроші. Федір»
- «Потерянний край, ілі Зов мічти»

## Сімейне життя
- Батько: Подерв'янський Сергій Павлович
- Мати: Міляєва Людмила Семенівна
- Дочка: Анастасія
- Онук: Тимур
- 1-ша дружина Світлана Лопухова[15] (до 1987 року)
- 2-га дружина: Марія Скирда (1987—2002)[16]
- 3-тя дружина: Марія Ганженко (з 2002-го, нині розлучений)

## Цікаві факти
- Лесь високий на зріст. Займається східними бойовими мистецтвами.[17]

## Політичні погляди
Підтримав Петра Порошенка на виборах 31 березня 2019 р., вважаючи, що президент відповідає лише за міжнародне становище і армію. Президентство Володимира Зеленського оцінив як «жарт долі».